# Nathalie Tané
Nathalie Tané, pseudoniem van Nathalie De Winter (Antwerpen, 14 februari 1984), is een Belgisch zangeres.

## Levensloop
Tané groeide als oudste van vier op in Zoersel. In 2000 nam ze deel aan Popstars op VT4. Ze haalde het tot de laatste 25 en mocht, als 17-jarige en jongste van de kandidaten, mee op stage naar Londen.
In 2002 deed ze mee aan Pour La Gloire op RTBF, met een Franstalig nummer. Ze greep nipt, met één punt verschil, naast de finaleplaats.
Vanaf 2005 maakt ze ook deel uit van Fine Fleur, het koor dat onder meer meewerkt aan Night of the Proms. In dit 50-koppig koor zingt zij mee met de eerste sopranen. In maart 2008 zong ze samen met drie andere sopranen uit het koor voor een project van Robert Groslot, eveneens begeleid door zijn orkest, Il Novecento.
Eind maart 2008 werd zij gevraagd als danseres tijdens het concert van Bart Kaëll, ter ere van zijn 25-jarige carrière.
Tanés debuutsingle, Elke keer (als jij me kust), werd in 2009 succesvol gelanceerd. Enkele maanden later verscheen haar debuutalbum Voor iedereen. In 2011 was ze schooljuf en gaf les in de Sint-Martinusschool te Burcht.

## Discografie

### Albums
| Album met hitnotering(en) in de Vlaamse Ultratop 200 albums | Datum van verschijnen | Datum van binnenkomst | Hoogste positie | Aantal weken | Opmerkingen |
| ----------------------------------------------------------- | --------------------- | --------------------- | --------------- | ------------ | ----------- |
| Voor iedereen                                               | 04-12-2009            | 19-12-2009            | 25              | 11*          |             |

### Singles
| Single met hitnotering(en) in de Vlaamse Ultratop 50 | Datum van verschijnen | Datum van binnenkomst | Hoogste positie | Aantal weken | Opmerkingen |
| ---------------------------------------------------- | --------------------- | --------------------- | --------------- | ------------ | ----------- |
| Elke keer (als jij me kust)                          | 2009                  | 15-08-2009            | 13              | 10           |             |
| Sterren aan de hemel                                 | 2009                  | 05-12-2009            | 27              | 3            |             |
| Iedereen BV                                          | 2010                  | 13-03-2010            | tip16*          |              |             |
| Sing, c'est la vie                                   | 2010                  |                       |                 |              |             |
| Laat mij niet kiezen (als Miss Nathalie Talvi)       | 2012                  |                       |                 |              |             |
| Voel wat ik bedoel                                   | 2012                  |                       |                 |              |             |
| Hopeloos verliefd                                    | 2021                  |                       |                 |              |             |

### Nummers op het album
(Verschenen bij Van Dijk Publishing in december 2009.)
1. Elke keer
2. Als de avond valt
3. Sterren aan de hemel
4. Dicht bij jou
5. Het beloofde land
6. Ik wil het weten
7. Voor eeuwig in mijn hart
8. Iedereen BV
9. Wie niet naar de sterren grijpt
10. Sing c'est la vie
11. Ik wil nooit meer verliefd zijn
12. Kleine tatoeage
13. Al hou ik nog zoveel van jou
14. Een laatste kus